# 北海道岩見沢西高等学校
北海道岩見沢西高等学校（ほっかいどういわみざわにしこうとうがっこう）は、北海道岩見沢市にあった公立（道立）の高等学校。略称は西高（にしこう）、もしくは岩西（がんさい）。2024年度をもって閉校。

## 沿革
- 1924年3月13日 - 文部省告示第118号を以て、北海道庁立岩見沢高等女学校としての設立を認可。
- 1924年5月1日 - 開校式並びに第1回入学式を挙行。
- 1929年3月1日 - 校歌を制定。
- 1947年5月1日 - 学制改革により、中学校を併設。
- 1948年4月1日 - 学制改革により、北海道立岩見沢女子高等学校となる。
- 1949年3月31日 - 併設していた中学校を廃止。
- 1950年4月1日 - 高校再編成により、男女共学となり、校名を北海道岩見沢西高等学校に変更。
- 1951年5月1日 - 商業科設置、1学級募集。
- 1953年3月31日 - 商業科廃止。
- 1953年4月1日 - 家政科設置、2学級募集。
- 1959年2月14日 - 校舎一部焼失。
- 1960年10月22日 - 新校舎完成・移転。
- 1992年12月 - 現校舎落成。
- 2003年4月1日 - 家政科を人間生活科へ転換、1学級募集。
- 2008年4月 - 制服廃止。服装完全自由化実施。
- 2010年4月1日 - 単位制に移行、人間生活科募集停止。
- 2012年3月1日 - 家政科並びに人間生活科閉科式挙行。
- 2016年6月 - 校舎一部改修工事。外壁を従来の白から現在の紫へ塗装。
- 2022年6月7日 - 北海道教育委員会の公立高校配置計画案にて岩見沢東高校と岩見沢西高校を2025年度に統合することを発表
- 2024年5月 - 開校100周年。
- 2025年3月25日 - 閉校式を行う[1]。

## 閉校
- 北海道教育委員会は、2022年6月7日付公立高校配置計画案にて2025年度以降北海道岩見沢東高等学校と統合する案を公表した。学力、偏差値の向上を促進する岩見沢東高等学校と、定員割れを解消したい岩見沢西高等学校、岩見沢東高等学校の両校の意見を踏まえた案となっている。正式な決定は2022年秋を予定しており、統合案では岩見沢西高等学校の校舎を改修の上活用することとなっている[2]。2025年4月、岩見沢東高校と岩見沢西高校を統合した新設高校として岩見沢西高校校舎に岩見沢東高校が開校[1]。

## 生徒会
- 役員には、会長、副会長、会計委員長、厚生委員長、文化委員長、体育委員長、総務委員、会計委員、監査委員長、監査委員がある。
- 会長、副会長、監査委員長は選挙、その他は会長が任命。
  - 任期は9月から翌年10月までの1年間。
- 生徒総会は西高生徒会最高議決機関である。
- 生徒会は、各行事の計画・実行をしている。
- 会計は4月から翌年3月まで。

## 学級数の変遷（男女共学施行後）
普通科4（1947年度以降）→普通科4商業科1（1951年度以降）→普通科5家政科1（1953年度以降）→普通科4家政科2（1956年度以降）→普通科4生活科5（2003年度以降）→普通科3生活科1（2005年度以降）→普通科4（2010年度以降）→普通科3（2019年度以降）
組はA - Fのアルファベットで表される。

## 部活動
- 体育系
  - 陸上、サッカー、ソフトテニス、男子バスケットボール、女子バスケットボール、女子バレーボール、バドミントン、弓道、卓球、硬式テニス、硬式野球

弓道部は2007年、2008年、2009年、2010年、2017年、陸上部が2009年に全国大会へ進んでいる。
- 文化系
  - 合唱（部員数減少に伴い休部中）、美術、写真、茶道・華道、書道

書道部は、2009年に全国大会（高文連）に参加した。
- 外局
  - 吹奏楽、放送、図書

## 年間行事
- 4月 - 入学式、対面式、新入生歓迎会、宿泊研修(1学年)、校歌練習
- 5月 - 生徒総会、高体連
- 6月 - 前期中間考査
- 7月 - 学校祭（1日目は岩見沢市民会館で実施）、夏期講習
- 8月 - 避難訓練
- 9月 - 前期期末考査、地区高文連、秋季体育大会（2日間、男女3競技ずつで2日目は運動会）、学校説明会
- 10月 - 芸術鑑賞会、全道高文連、生徒会役員選挙、任命式
- 11月 - 見学旅行(2学年)、進研模試
- 12月 - 後期中間考査、冬季講習
- 2月 - 後期期末考査
- 3月 - 卒業式、春季球技大会(2日間)、修了式、離任式

## 交通アクセス
- 岩見沢ターミナル（岩見沢駅）から路線バスを利用するのが主なアクセス手段。
  - [25]岩見沢長沼線、[26]岩見沢栗山線、[28]岩見沢三川線、[29]夕張線で「岩見沢西高前」下車徒歩約5分。
    - 冬は朝にスクールバスもある。通常の路線バスと同じ運賃/定期券で利用でき、こちらは正門前の専用停留所に停車する。

  - [1][2]かえで団地循環線、[13][14][15]万字線、[27]岩見沢栗山線のいずれかで「春日町1丁目」下車、徒歩約5分。岩見沢西高前発着の定期券でもこの停留所での乗降が認められるケースがあり、該当者の定期券には「○○○○←→岩見沢西高前/春日町1丁目」のように記載される。
  - 冬季は、朝8時に1便、16時頃に1便ずつスクールバスが運行されている。
- 徒歩の場合、岩見沢駅から約25分。

## 周辺環境
- 北海道岩見沢農業高等学校
- 国道12号
- 国道234号
- 北海道教育大学岩見沢校
- 岩見沢市立光陵中学校
- 東山公園

## 主な出身者
- 相原久美子（参議院議員）
- 小野哲雄（北海道大学大学院情報科学研究科教授）
- 黒柳朝（エッセイストで黒柳徹子の母：岩見沢高等女学校時代）
- 柴田望（詩人）
- 高崎暢（日本弁護士連合会副会長、北海道弁護士会連合会理事長）
- 能勢邦之（元岩見沢市長）
- 本間文子（女優：岩見沢高等女学校時代）
- 吉井修 (元プロ野球選手)